# KV9
Ngôi mộ KV9 ở Thung lũng của các vị Vua, Ai Cập đã ban đầu xây dựng bởi Pharaon Ramses V. Ông được chôn cất ở đây, nhưng chú của Ramses VI sau này đã sử dụng lại ngôi mộ này như là của riêng mình. Việc bố trí khá điển hình của Vương triều 20 nhưng cách bố trí và họa tiết đơn giản hơn nhiều so với ngôi mộ Ramesses III (KV11).
Các công nhân khai quật tình vô phá vỡ nó khi thâm nhập vào KV12, KV9 là nơi chứa nhiều hình vẽ Graffiti rất trong các lăng mộ ở Thung lũng các vị Vua.
Ngôi mộ đã được giới thiệu trong tập đầu tiên của kênh BBC vào năm 2005, trong loạt phim tài liệu Nghệ thuật làm thế nào để tạo ra Thế giới.

## Trang trí

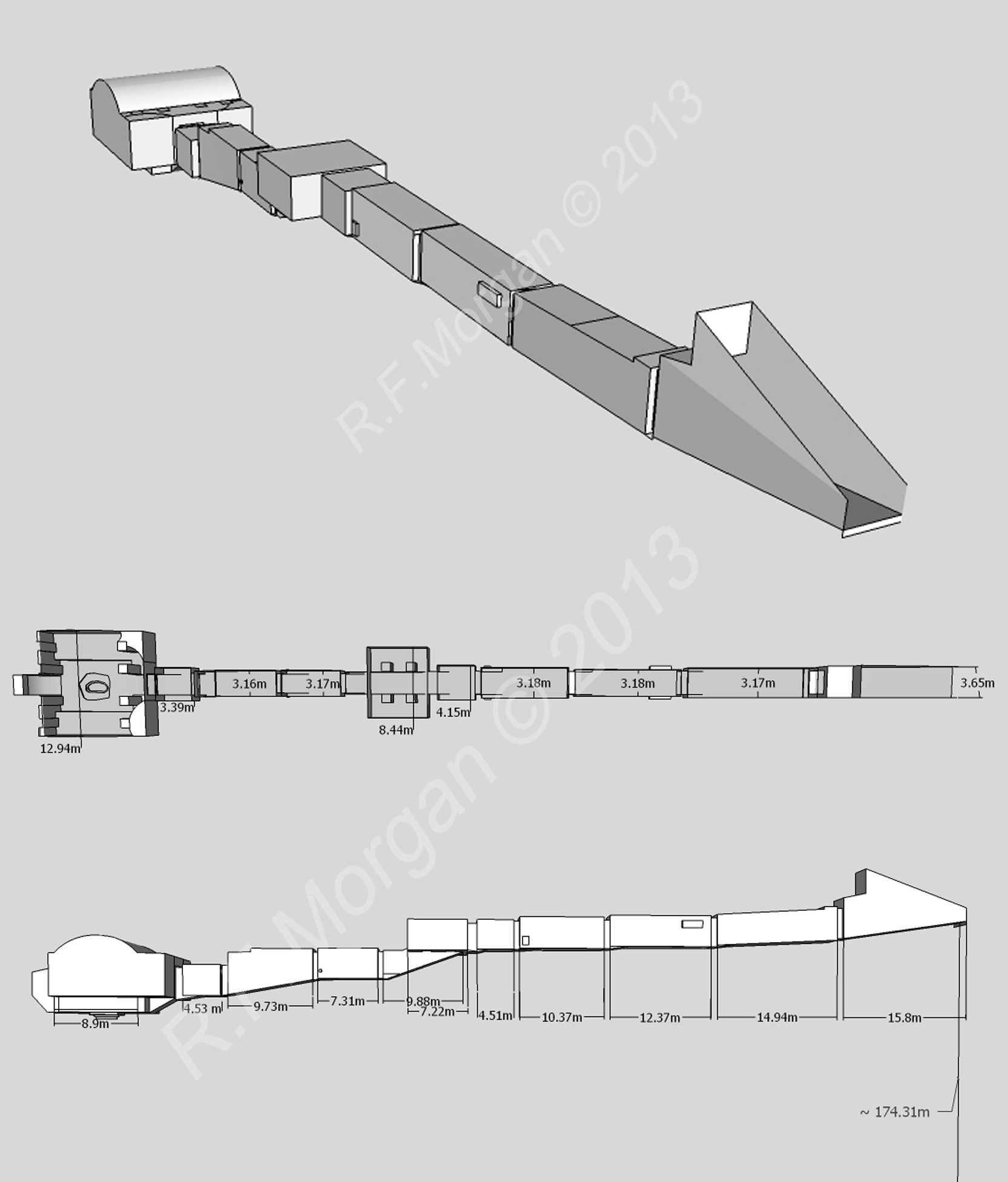
Hình ảnh của KV9 lấy từ một mô hình 3d

### Buồng

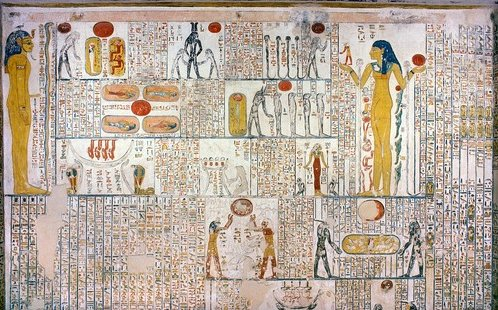
Cuốn sách của Hang động các sư đoàn năm từ đầu hành lang.

Hành lang kết thúc trong một buồng được trang trí khá phức tạp với hình thiên văn trên trần. Nơi đó khá gần với buồng chôn cất.

### Sảnh và phòngchôn cất
Nơi cuối cùng của mộ có chứa các hình ảnh từ Cuốn sách của người Chết và danh sách của Your.